# Derris yunnanensis
Derris yunnanensis là một loài thực vật có hoa trong họ Đậu. Loài này được Chun & F.C.How miêu tả khoa học đầu tiên.